# فهرست پادشاهان فرانسه
فرانسه از زمان تأسیس پادشاهی فرانک باختری در سال ۸۴۳ تا پایان امپراتوری دوم فرانسه در سال ۱۸۷۰، با چندین وقفه، توسط پادشاه اداره می شد.
تاریخ‌نگاری کلاسیک فرانسه، معمولاً کلوویس یکم، پادشاه فرانک‌ها (حکومت از ۵۰۷ تا ۵۱۱) را اولین پادشاه فرانسه می‌داند. با این حال، امروزه مورخان معتقدند که چنین پادشاهی از زمان تأسیس فرانک باختری، پس از تجزیه امپراتوری کارولنژی در قرن نهم آغاز شد.

## عنوان‌ها
تا اواخر قرن دوازدهم پادشاهان از عنوان شاه فرانک‌ها (لاتین: Rex Francorum) استفاده می‌کردند؛ اولین کسی که عنوان پادشاه فرانسه را برگزید (لاتین: Rex Francorum، فرانسوی: roi de France) فیلیپ دوم در سال ۱۱۹۰ (ح. ۱۱۸۰–۱۲۲۳) بود، پس از آن عنوان "پادشاه فرانک‌ها" به تدریج جایگاه خود را از دست داد. با این حال, Francorum Rex به عنوان مثال توسط لوئی دوازدهم در سال ۱۴۹۹، توسط فرانسوای یکم در سال ۱۵۱۵، و توسط هانری دوم در حدود ۱۵۵۰ و تا قرن هجدهم روی سکه‌ها نیز استفاده می شد
در دوره کوتاهی که قانون اساسی ۱۷۹۱ فرانسه اجرا شد (۱۷۹۱–۱۷۹۲) و پس از انقلاب ژوئیه در سال ۱۸۳۰، سبک پادشاه فرانسوی‌ها (roi des Français) به جای «پادشاه فرانسه (و ناوار)» استفاده شد. این یک نوآوری در قانون اساسی بود که به عنوان سلطنت مردمی شناخته می‌شد که عنوان پادشاه را به مردم فرانسه مرتبط می‌کرد تا به مالکیت قلمرو فرانسه.
با خاندان بناپارت، عنوان امپراتور فرانسوی‌ها (Empereur des Français) در فرانسه قرن نوزدهم، در طول امپراتوری‌های اول و دوم فرانسه، بین سال‌های ۱۸۰۴ و ۱۸۱۴، دوباره در سال‌های ۱۸۱۵، و بین سال‌های ۱۸۵۲ و ۱۸۷۰ مورد استفاده قرار گرفت.
از قرن چهاردهم تا سال ۱۸۰۱، پادشاه انگلیسی (و بعداً بریتانیا) تاج و تخت فرانسه را ادعا کرد، اگرچه چنین ادعایی صرفاً اسمی بود به استثنای دوره کوتاهی در طول جنگ صدساله که هنری ششم، پادشاه انگلستان بر اکثر مناطق شمالی فرانسه از جمله پاریس کنترل داشت. تا سال ۱۴۵۳، انگلیسی‌ها عمدتاً از فرانسه اخراج شده بودند و ادعای هنری از آن زمان نامشروع تلقی شد. تاریخ‌نگاری فرانسوی معمولاً هنری ششم، پادشاه انگلستان را در میان پادشاهان فرانسه نمی‌شناسد.

## پادشاهان فرانک‌ها (۸۴۳–۹۸۷)

### دودمان کارولنژی (۸۴۳–۸۸۷)
کارولنژی‌ها یک خانواده نجیب فرانکی بودند که ریشه در قبایل پپنی‌ها قرن هفتم پس از میلاد داشتند. خانواده قدرت خود را در قرن هشتم تثبیت کرد و در نهایت مناصب کاخ‌بان و دوک و شاهزاده فرانک‌ها (به لاتین: Dux et Princeps Francorum) را ارثی کرد و به قدرت‌های واقعی پشت سر پادشاهان مروونژی تبدیل شد. این سلسله به نام یکی از این شهرداران کاخ، شارل مارتل نامگذاری شده است که پسرش پپن کهتر مروونژی‌ها را در سال ۷۵۱ از سلطنت خلع کرد و با رضایت پاپ و اشراف، به عنوان پادشاه فرانک‌ها تاجگذاری شد. تحت حکومت شارل کبیر (R. ۷۶۸-۸۱۴)، که بیشتر به عنوان "شارلمانی شناخته می شود، پادشاهی فرانک به اعماق اروپای مرکزی گسترش یافت و ایتالیا و بیشتر آلمان مدرن را فتح کرد. او همچنین توسط پاپ به عنوان امپراتور رومیان تاجگذاری کرد، عنوانی که در نهایت توسط حاکمان آلمانی امپراتوری مقدس روم انجام شد.
جانشین شارلمانی پسرش لوئی پارسا (ر. ۸۱۴-۸۴۰)، که در نهایت پادشاهی را بین پسرانش تقسیم کرد. با این حال، مرگ او با یک جنگ داخلی سه ساله دنبال شد که با پیمان وردون به پایان رسید، که امپراتوری فرانک را به سه پادشاهی تقسیم کرد، که یکی از آنها (فرانک میانی) کوتاه مدت بود. فرانسه مدرن از فرانک باختری توسعه یافت، در حالی که فرانک خاوری به امپراتوری مقدس روم و بعداً آلمان تبدیل شد. در این زمان، بخش‌های شرقی و غربی سرزمین قبلاً زبان‌ها و فرهنگ‌های متفاوتی را توسعه داده بودند.
| پرتره | اسم                          | حکومت                                                  | جانشین                                                                     | جزئیات زندگی |
| ----- | ---------------------------- | ------------------------------------------------------ | -------------------------------------------------------------------------- | --- |
|       | شارل دوم مشهور به "شارل تاس" | ۱۰ اوت ۸۴۳–۶ اکتبر ۸۷۷ (۳۴ سال و ۲ ماه)                | پسر لوئی پارسا و نوه شارلمانی. پس از پیمان وردون به عنوان پادشاه شناخته شد | ۱۳ ژوئن ۸۲۳ – ۶ اکتبر ۸۷۷ (۵۴ ساله)پادشاه آکیتن از سال ۸۳۸. تاجگذاری امپراتور رومیان در کریسمس ۸۷۶. به دلایل طبیعی درگذشت |
|       | لوئی دوم مشهور به "الکن"     | ۶ اکتبر ۸۷۷ - ۱۰ آوریل ۸۷۹ (یکسال و ۶ ماه و ۴ روز)     | پسر شارل تاس                                                               | ۱ نوامبر ۸۴۶ - ۱۰ آوریل ۸۷۹ (۳۲ ساله)پادشاه آکیتن از سال ۸۶۷. به مرگ طبیعی درگذشت. |
|       | لوئی سوم                     | ۱۰ آوریل ۸۷۹ - ۵ اوت ۸۸۲ (۳ سال، ۳ ماه و ۲۶ روز)       | پسر لوئی دوم                                                               | ۸۶۳ - ۵ اوت ۸۸۲ (۱۹ ساله)بر شمال حکومت کرد. در حالی که سوار بر اسبش بود، بر اثر برخورد با لنگه در جان سپرد. |
|       | کارلمان دوم                  | ۱۰ آوریل ۸۷۹ – ۶ دسامبر ۸۸۴ (۵ سال، ۷ ماه و ۲۶ روز)    | پسر لوئی دوم                                                               | ۸۶۶ - ۶ دسامبر ۸۸۴ (۱۸ ساله)بر جنوب حکومت کرد. بر اثر اصابت چاقو توسط خدمتکارش جان باخت. |
|       | شارل سوم مشهور به شارل فربه  | ۱۲ دسامبر ۸۸۴ - ۱۱ نوامبر ۸۸۷ (۲ سال و ۱۱ ماه و ۵ روز) | پسر لوئی دوم ژرمن، پادشاه فرانک خاوری، و نوه لوئی یکم                      | ۸۳۹ – ۱۳ ژانویه ۸۸۸ (۴۸–۴۹ سال)از سال ۸۷۶ به عنوان پادشاه فرانک خاوری و در ۸۸۱ به عنوان امپراتور تاج گذاری کرد. شارل فربه آخرین فرمانروایی بود که بر تمام قلمروهای فرانک حکمرانی کرد و توسط اشراف برکنار شد و بعداً به دلایل طبیعی مرد. |

### دودمان روبرتیان (۸۸۸–۸۹۸)
| پرتره | اسم                | حکومت                                                 | جانشین | جزئیات زندگی          |
| ----- | ------------------ | ----------------------------------------------------- | --- | --------------------- |
|       | اودو Eudes or Odon | ۲۹ فوریه ۸۸۸ – ۳ ژانویه ۸۹۸ ((۹ سال, ۱۰ ماه و ۱۵ روز) | پسر روبر نیرومند؛ پس از برکناری شارل سوم توسط اشراف فرانسوی به پادشاهی برگزیده شد. در ابتدا رقیب گویدو سوم و رانولف دوم، دوک آکیتن | ح. ۸۵۸ – ۳ ژانویه ۸۹۸ |

### دودمان کارولنژی (۸۹۸–۹۲۲)
| پرتره | اسم                    | حکومت                                               | جانشین                                                                  | جزئیات زندگی |
| ----- | ---------------------- | --------------------------------------------------- | ----------------------------------------------------------------------- | --- |
|       | شارل سوم مشهور به ساده | ۳ ژانویه ۸۹۸ - ۲۹ ژوئن ۹۲۲ (۲۴ سال، ۵ ماه و ۲۶ روز) | پسر لوئی دوم؛ در ژانویه ۸۹۳ در مخالفت با اودو به عنوان پادشاه اعلام شد. | ۱۷ سپتامبر ۸۷۹ – ۷ اکتبر ۹۲۹ (۵۰ سال)خلع شده توسط پیروان روبر یکم. بعداً توسط هربرت دوم، کنت ورماندوا دستگیر شد و در اسارت درگذشت. |

### سلسله روبرتیان (۹۲۲–۹۲۳)
| پرتره | اسم      | حکومت                                      | جانشین                               | جزئیات زندگی                                                                                            |
| ----- | -------- | ------------------------------------------ | ------------------------------------ | --- |
|       | روبر یکم | ۲۹ ژوئن ۹۲۲– ۱۵ ژوئن ۹۲۳ (۱۱ ماه و ۱۷ روز) | پسر روبر نیرومند و برادر جوان‌تر اودو | ۸۶۵ - ۱۵ ژوئن ۹۲۳ (۵۸ ساله)در نبرد سوآسون در برابر شارل سوم کشته شد. تنها پادشاه فرانسوی در جنگ کشته شد |

### دودمان بوسونی (۹۲۳–۹۳۶)
| پرتره | اسم             | حکومت                                                | جانشین                                    | جزئیات زندگی |
| ----- | --------------- | ---------------------------------------------------- | ----------------------------------------- | --- |
|       | رادولف یا رائول | ۱۵ ژوئن ۹۲۳ - ۱۴ ژانویه ۹۳۶ (۱۲ سال، ۶ ماه و ۳۰ روز) | پسر ریچارد، دوک بورگوندی و داماد روبر یکم | دوک بورگوندی از سال ۹۲۱. پس از یک سلطنت همراه با جنگ داخلی مداوم و حمله وایکینگ‌ها در اثر بیماری درگذشت. از دست دادن لوتارنژی (لورن) به هاینریش یکم، پادشاه آلمان |

### دودمان کارولنژی (۹۳۶–۹۸۷)
| پرتره | اسم                          | حکومت                                                 | جانشین                                                        | جزئیات زندگی                                              |
| ----- | ---------------------------- | ----------------------------------------------------- | ------------------------------------------------------------- | --------------------------------------------------------- |
|       | لوئی چهارم "از خارج کشور"    | ۱۹ ژوئن ۹۳۶ – ۱۰ سپتامبر ۹۵۴ (۱۸ سال، ۲ ماه و ۲۲ روز) | پسر شارل ساده، پس از تبعید به انگلیس، به فرانسه فراخوانده شد. | ۹۲۱ – ۱۰ سپتامبر ۹۵۴ (۳۳ سالگی)پس از سقوط از اسبش فوت مرد |
|       | لوتار لوتر                   | ۱۰ سپتامبر ۹۵۴ – ۲ مارس ۹۸۶ ( ۳۱ سال، ۵ ماه و ۲۰ روز) | پسر لوئی چهارم                                                | ۹۴۱ – ۲ مارس ۹۸۶ (۴۴ سال)طبیعی فوت کرد.                   |
|       | لوئی پنجم مشهور به لوئی تنبل | ۲ مارس ۹۸۶ – ۲۲ مه ۹۸۷ (۱ سال، ۲ ماه و ۲۰ روز)        | پسر لوتار                                                     | ۹۶۷ – ۲۲ مه ۹۸۷ (۲۰ سال)در حادثه شکار جان باخت.           |

## دودمان کاپتی(۹۸۷-۱۷۹۲ ؛ ۱۸۱۵-۱۸۴۸)

### دودمان کاپت (۹۸۷-۱۳۲۸)
| کاپتی (شاخه اصلی) | کاپتی (شاخه اصلی) | کاپتی (شاخه اصلی) | کاپتی (شاخه اصلی)           |
| نام               | دوران             | دوران             | خویشاوندی                   |
| نام               | از                | تا                | خویشاوندی                   |
| ----------------- | ----------------- | ----------------- | --------------------------- |
| اوگ کاپه          | ۹۸۷               | ۹۹۶               | نوه روبر یکم / پسر هوگ کبیر |
| روبر دوم          | ۹۹۶               | ۱۰۳۱              | پسر اوگ کاپه                |
| هانری یکم         | ۱۰۳۱              | ۱۰۶۰              | پسر روبر دوم                |
| فیلیپ یکم         | ۱۰۶۰              | ۱۱۰۸              | پسر هانری یکم               |
| لوئی ششم          | ۱۱۰۸              | ۱۱۳۷              | پسر فیلیپ یکم               |
| لوئی هفتم         | ۱۱۳۷              | ۱۱۸۰              | پسر لوئی ششم                |
| فیلیپ دوم         | ۱۱۸۰              | ۱۲۲۳              | پسر لوئی هفتم               |
| لوئی هشتم         | ۱۲۲۳              | ۱۲۲۶              | پسر فیلیپ دوم               |
| لوئی نهم          | ۱۲۲۶              | ۱۲۷۰              | پسر لوئی هشتم               |
| فیلیپ سوم         | ۱۲۷۰              | ۱۲۸۵              | پسر لوئی نهم                |
| فیلیپ چهارم       | ۱۲۸۵              | ۱۳۱۴              | پسر فیلیپ سوم               |
| لوئی دهم          | ۱۳۱۴              | ۱۳۱۶              | پسر فیلیپ چهارم             |
| ژان یکم           | ۱۳۱۶              | ۱۳۱۶              | پسر لوئی دهم                |
| فیلیپ پنجم        | ۱۳۱۶              | ۱۳۲۲              | پسر فیلیپ چهارم             |
| شارل چهارم        | ۱۳۲۲              | ۱۳۲۸              | پسر فیلیپ چهارم             |
|                   |                   |                   |                             |

### دودمان والوآ(۱۳۲۸-۱۵۸۹)
| نام       | دوران | دوران | خویشاوندی                          |
| نام       | از    | تا    | خویشاوندی                          |
| --------- | ----- | ----- | ---------------------------------- |
| فیلیپ ششم | ۱۳۲۸  | ۱۳۵۰  | نوه فیلیپ سوم/ پسر شارل، کنت والوآ |
| ژان دوم   | ۱۳۵۰  | ۱۳۶۴  | پسر فیلیپ ششم                      |
| شارل پنجم | ۱۳۶۴  | ۱۳۸۰  | پسر ژان دوم                        |
| شارل ششم  | ۱۳۸۰  | ۱۴۲۲  | پسر شارل پنجم                      |
|           |       |       |                                    |

### دودمان پلانتاژنه(مدعی)
| نام                       | دوران | دوران | خویشاوندی             |
| نام                       | از    | تا    | خویشاوندی             |
| ------------------------- | ----- | ----- | --------------------- |
| هنری ششم، پادشاه انگلستان | ۱۴۲۲  | ۱۴۵۳  | نوه دختری فیلیپ چهارم |
|                           |       |       |                       |

### دودمان والوآ
| نام          | دوران | دوران | خویشاوندی        |
| نام          | از    | تا    | خویشاوندی        |
| ------------ | ----- | ----- | ---------------- |
| شارل هفتم    | ۱۴۲۲  | ۱۴۶۱  | پسر شارل ششم     |
| لوئی یازدهم  | ۱۴۶۱  | ۱۴۸۳  | پسر شارل هفتم    |
| شارل هشتم    | ۱۴۸۳  | ۱۴۹۸  | پسر لوئی یازدهم  |
| لوئی دوازدهم | ۱۴۹۸  | ۱۵۱۵  | نتیجه شارل پنجم  |
| فرانسوای یکم | ۱۵۱۵  | ۱۵۴۷  | نبیره شارل پنجم  |
| هانری دوم    | ۱۵۴۷  | ۱۵۵۹  | پسر فرانسوای یکم |
| فرانسوای دوم | ۱۵۵۹  | ۱۵۶۰  | پسر هانری دوم    |
| شارل نهم     | ۱۵۶۰  | ۱۵۷۴  | پسر هانری دوم    |
| هانری سوم    | ۱۵۷۴  | ۱۵۸۹  | پسر هانری دوم    |
|              |       |       |                  |

### دودمان بوربون
| نام          | دوران | دوران | خویشاوندی                                                                 |
| نام          | از    | تا    | خویشاوندی                                                                 |
| ------------ | ----- | ----- | ------------------------------------------------------------------------- |
| هانری چهارم  | ۱۵۸۹  | ۱۶۱۰  | از نوادگان روبر، کنت کلرمون ششمین پسر لوئی نهم / پسر آنتوان، پادشاه ناوار |
| لوئی سیزدهم  | ۱۶۱۰  | ۱۶۴۳  | پسر هانری چهارم                                                           |
| لوئی چهاردهم | ۱۶۴۳  | ۱۷۱۵  | پسر لوئی سیزدهم                                                           |
| لوئی پانزدهم | ۱۷۱۵  | ۱۷۷۴  | نتیجه لوئی چهاردهم / پسر لوئی، دوک بورگوندی                               |
| لوئی شانزدهم | ۱۷۷۴  | ۱۷۹۲  | نوه لوئی پانزدهم / پسر لوئی، دوفن فرانسه                                  |
| لوئی هفدهم   | ۱۷۹۳  | ۱۷۹۵  | پسر لوئی شانزدهم                                                          |
|              |       |       |                                                                           |

## دودمان بناپارت،امپراتوری اول فرانسه
| نام         | دوران | دوران | خویشاوندی                |
| نام         | از    | تا    | خویشاوندی                |
| ----------- | ----- | ----- | ------------------------ |
| ناپلئون یکم | ۱۸۰۴  | ۱۸۱۴  | بنیانگذار دودمان بناپارت |
|             |       |       |                          |

### دودمان بوربون،بازگشت بوربون‌ها به سلطنت فرانسه
| نام        | دوران | دوران | خویشاوندی                                |
| نام        | از    | تا    | خویشاوندی                                |
| ---------- | ----- | ----- | ---------------------------------------- |
| لوئی هجدهم | ۱۸۱۴  | ۱۸۱۵  | نوه لوئی پانزدهم / پسر لوئی، دوفن فرانسه |
|            |       |       |                                          |

## دودمان بناپارت،نخستین امپراتوری فرانسه(بازگشت صدروزه)
| نام         | دوران | دوران | خویشاوندی                |
| نام         | از    | تا    | خویشاوندی                |
| ----------- | ----- | ----- | ------------------------ |
| ناپلئون یکم | ۱۸۱۵  | ۱۸۱۵  | بنیانگذار دودمان بناپارت |
| ناپلئون دوم | ۱۸۱۵  | ۱۸۱۵  | پسر ناپلئون یکم          |
|             |       |       |                          |

## دودمان بوربون
| نام         | دوران | دوران | خویشاوندی                                |
| نام         | از    | تا    | خویشاوندی                                |
| ----------- | ----- | ----- | ---------------------------------------- |
| لوئی هجدهم  | ۱۸۱۵  | ۱۸۲۴  | نوه لوئی پانزدهم / پسر لوئی، دوفن فرانسه |
| شارل دهم    | ۱۸۲۴  | ۱۸۳۰  | نوه لوئی پانزدهم / پسر لوئی، دوفن فرانسه |
| لوئی نوزدهم | ۱۸۳۰  | ۱۸۳۰  | پسر شارل دهم                             |
| آنری پنجم   | ۱۸۳۰  | ۱۸۳۰  | نوه شارل دهم / پسر شارل فردیناند         |
|             |       |       |                                          |

### دودمان اورلئان، فرمانروایی ژوئیه
| نام            | دوران | دوران | خویشاوندی                         |
| نام            | از    | تا    | خویشاوندی                         |
| -------------- | ----- | ----- | --------------------------------- |
| لوئی فیلیپ یکم | ۱۸۳۰  | ۱۸۴۸  | نواده لوئی سیزدهم از شاخه اورلئان |
|                |       |       |                                   |

### دودمان بناپارت،امپراتوری دوم فرانسه
| نام         | دوران | دوران | خویشاوندی                                |
| نام         | از    | تا    | خویشاوندی                                |
| ----------- | ----- | ----- | ---------------------------------------- |
| ناپلئون سوم | ۱۸۵۲  | ۱۸۷۰  | برادرزاده ناپلئون یکم / پسر لوئی بناپارت |

## همچنین ببینید
فهرست ملکه‌های فرانسه